# Indogneta
Indogneta is een geslacht van rechtvleugeligen uit de familie sabelsprinkhanen (Tettigoniidae). De wetenschappelijke naam van dit geslacht is voor het eerst geldig gepubliceerd in 2000 door Ingrisch & Shishodia.

## Soorten
Het geslacht Indogneta  is monotypisch en omvat slechts de volgende soort:
- Indogneta lata (Ingrisch & Shishodia, 2000)